# Tahion
Táhion ali tahión (grško ταχύς: takhús - hiter) je domnevni delec, ki vedno potuje z »nadsvetlobno« hitrostjo. Našli so veliko čudnih lastnosti tahionov, največ znastvenofantastični pisci, pa tudi nekaj fizikov jih je vzelo resno.
V Einsteinovi posebni teoriji relativnosti je tahion, (če obstaja), delec s krajevnim delom četverca gibalne količine. Če sta njegova energija in gibalna količina realni, je njegova mirovna masa imaginarna. Dvomijo, da je imaginarna masa, tako kot je lahko npr. čas, fizikalno smiselna.
Lastni čas tahiona je tudi imaginaren.
Tahion je omejen na prostorski delež 'grafa energije in gibalne količine' (_?). Zato njegov pojemek ni nikoli manjši od svetlobne hitrosti. Nenavadno je, da pri zmanjševanju njegove energije narašča njegova hitrost. 
Če tahioni obstajajo, in, če lahko reagirajo z običajno snovjo, bodo v osnovi kršili načelo vzročnosti. Zaradi tega bi bili neuporabni.
V okviru splošne teorije relativnosti lahko konstruirajo prostor-čase, kjer se delci gibljejo hitreje od svetlobne hitrosti, glede na oddaljenega opazovalca. Tak primer je Alcubierreova metrika. Vendar to niso tahioni v zgornjem smislu, ker krajevno ne presežejo svetlobne hitrosti.